# C20H24N4O3
化学式C20H24N4O3（摩尔质量：368.437 g/mol）可能指：
- N-去乙基依托尼秦（英语：N-Desethyletonitazene），CAS号：2732926-26-8
- N,N-Dimethyletonitazene，CAS号：714190-52-0

|  | 这个同类索引页列出了具有相同分子式的化学物（即同分異構體）条目。 除非您是有意链接至本页，否则应将相应条目的内部链接指向正确的条目。 |